# ناحیه بورلی، میشیگان
ناحیه بورلی (به انگلیسی: Burleigh Township) یک منطقهٔ مسکونی در ایالات متحده آمریکا است که در شهرستان ایوسکو، میشیگان واقع شده‌است.
 ناحیه بورلی ۸۹٫۹ کیلومتر مربع مساحت و ۷۷۵ نفر جمعیت دارد و ۲۱۵ متر بالاتر از سطح دریا واقع شده‌است.